# Alcalde de Londres

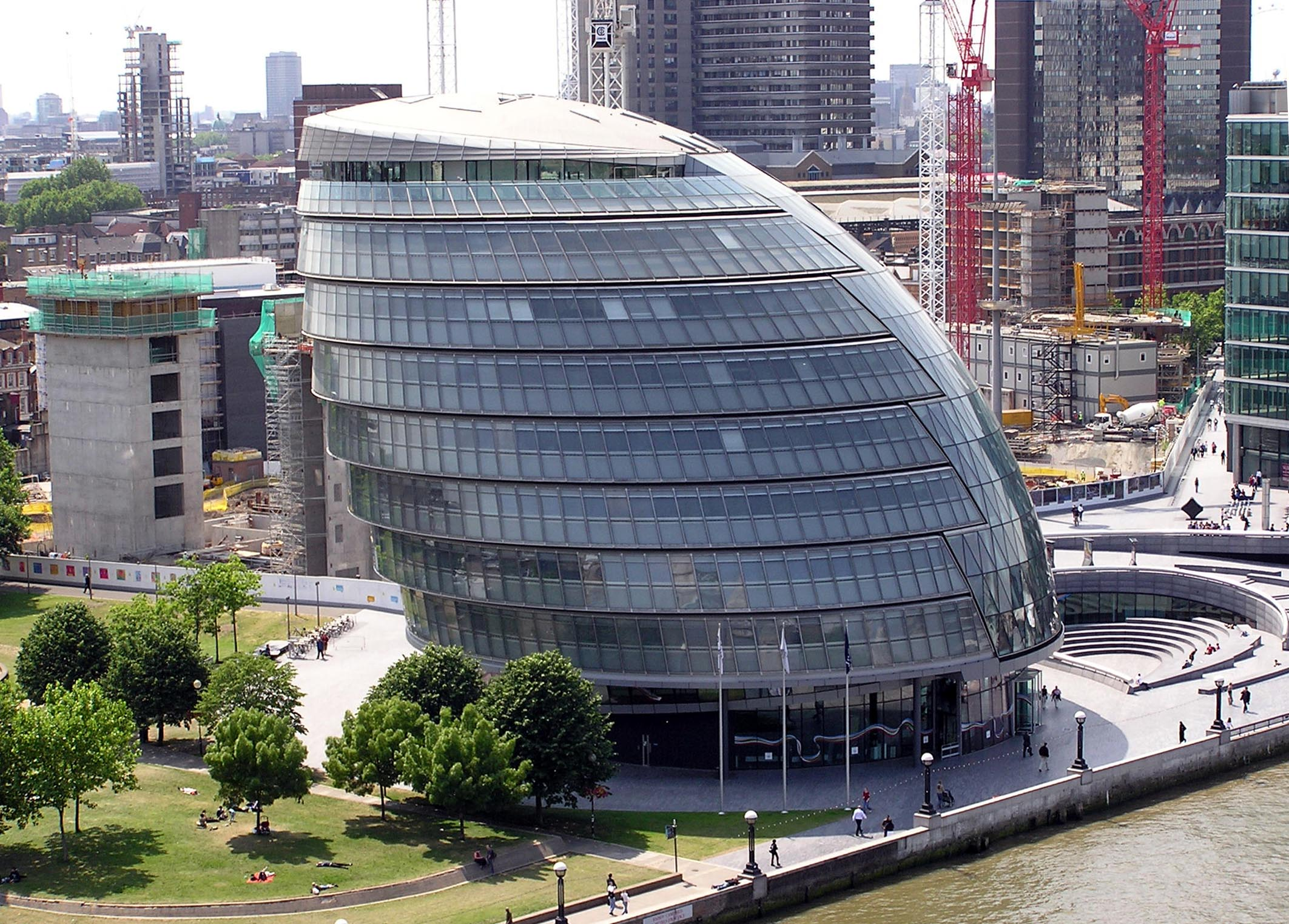
L'oficina de l'Alcalde a la City Hall o ajuntament, mirant al riu Tàmesi a prop de la Tower Bridge.

L'Alcalde de Londres és un polític electe del que, junt amb l'Assemblea de Londres de 25 membres, és el responsable de l'estratègia de govern de la regió del Gran Londres (vegeu Autoritat del Gran Londres). Entre el 4 de maig de 2008 i el 6 de maig de 2016, el Conservador Boris Johnson va ocupar el càrrec, havent substituït el primer alcalde històric de la ciutat, Ken Livingstone, que ho fou des del 4 de maig de 2000 fins a la successió de Johnson. A Johnson el va substituir, al seu torn, el laborista Sadiq Khan, primer alcalde musulmà de la ciutat i de les principals capitals de l'Europa occidental.
El rol, creat l'any 2000 després d'un referèndum a Londres, va ser el primer alcalde del Regne Unit directament elegit. L'Alcalde de Londres (en anglès the Mayor of London) és també conegut com a London Mayor, forma que ajuda a evitar la confusió amb el Senyor Alcalde de la Ciutat de Londres, antic i actualment rol cerimonial de la petita Ciutat de Londres, àrea o barri central de Londres. L'Alcalde de Londres és l'alcalde del Gran Londres, regió que té una població de més de 7 milions i mig.
L'Alcalde de Londres és elegit per vot suplementari (es vota el candidat de primera preferència i al de segona) per un temps de quatre anys durant les eleccions que tenen lloc el mes de maig.

## Llista d'alcaldes
| Nom | Nom             | Retrat          | Entrà       | Sortí       | Partit polític        |
| --- | --------------- | --------------- | ----------- | ----------- | --------------------- |
|     | Ken Livingstone | Ken Livingstone | 4 maig 2000 | 4 maig 2008 | Independent 2000–2004 |
|     | Ken Livingstone | Ken Livingstone | 4 maig 2000 | 4 maig 2008 | Laborista 2004–2008   |
|     | Boris Johnson   | Boris Johnson   | 4 maig 2008 | 6 maig 2016 | Conservador           |
|     | Sadiq Khan      | Sadiq Khan      | 6 maig 2016 |             | Laborista             |

## Salari
El salari actual de l'Alcalde de Londres és de 47.970 lliures l'any, després que es reduís a la tercera part atès que també rep un salari com a Membre del Parlament.